# Neso flavipennis
Neso flavipennis är en skalbaggsart som beskrevs av Macleay 1887. Neso flavipennis ingår i släktet Neso och familjen Melolonthidae. Inga underarter finns listade i Catalogue of Life.